# Beura-Cardezza
Beura-Cardezza é uma comuna italiana da região do Piemonte, província do Verbano Cusio Ossola, com cerca de 1.371 habitantes. Estende-se por uma área de 28 km², tendo uma densidade populacional de 49 hab/km². Faz fronteira com Domodossola, Pallanzeno, Premosello-Chiovenda, Trontano, Villadossola, Vogogna.

## Demografia
| Variação demográfica do município entre 1861 e 2011                               |
|                                                                                   |
| Fonte: Istituto Nazionale di Statistica (ISTAT) - Elaboração gráfica da Wikipedia |